# ピルトン
ピルトン（Пильтун）は、ピリトゥンとも呼ばれる北樺太（サハリン北部）の町である。岡本監輔の記した窮北日誌では弁連戸（べれんと）と書かれている。

## 産業
サハリン州北東部沿岸に存在する石油および天然ガス鉱区があり、関連する陸上施設の開発プロジェクトのサハリンプロジェクトのサハリン2が実施されている場所である。